# SYAL
SYAL es una aplicación web desarrollada por la empresa Sertecpet. Se usa para el diseño de sistemas de levantamiento artificial de petróleo mediante bombeo hidráulico tipo jet. El software SYAL asiste al ingeniero de petroleos en la selección del conjunto boquilla - garganta de la bomba jet ideal para cada pozo. El área de la boquilla y de la garganta definen la eficiencia de la bomba jet. SYAL reemplaza al software Claw (herramienta para la selección de la bomba jet también desarrollada por Sertecpet).

## Características
SYAL es una herramienta de simulación matemática para ingeniería del petróleo e  ingeniería hidráulica que facilita el análisis del  levantamiento artificial. Cuenta con las siguientes características:
- Modela las propiedades de los fluidos del reservorio mediante análisis PVT.
- Permite simular el flujo monofásico y flujo multifásico de tuberías en cada etapa del levantamiento artificial.
- Permite diseñar completaciones de fondo, detallando las herramientas y elementos instalados en el pozo.
- Calcula las capacidades del pozo IPR combinado con el comportamiento del levantamiento de flujo VLP.
- Simula el funcionamiento de una bomba jet (inyector) para llevar el petróleo desde el fondo del pozo hasta la superficie.
- El sistema está diseñado para realizar análisis en varios sistemas de unidades.